# متلألئة بسيطة
متلألئة بسيطة (الاسم العلمي:Luzula modesta) هي نوع من النباتات تتبع جنس المتلألئة من الفصيلة الأسلية.